# Луций Коминий (трибун 312 пр.н.е.)
Луций Коминий (на латински: Lucius Cominius) e политик на Римската република от края на 4 век пр.н.е. Произлиза от плебейската фамилия Коминии.
През 312 пр.н.е. Луций Коминий e народен трибун. В опозоция е на военен трибун Марк Леторий Мерге. Консули са Марк Валерий Максим Корвин и Публий Деций Муз.